# Kraljevina Heretija
Kraljevina Heretija je bila kraljevina na srednjovjekovnom Kavkazu na gruzijsko-albanskoj granici. Danas to područje odgovara jugoistočnom dijelu gruzijske oblasti Kahetiji i dijelovima sjeverozapadnog Azerbajdžana.

## Povijest
Heretija je bila naseljena još u antičko doba različitim plemenima. Ona su u 3. stoljeću prije Krista došla pod vlast Albanije. Nakon njenog pada, područje je vremenom uključeno u Iberijsko kraljevstvo tvoreći jedno od vojvodstava (saeristavo) u 5. stoljeću, a stanovništvo je naposljetku asimilirano u Gruzine. Tada se ime Heretija po prvi puta spominje u gruzijskim izvorima. Smatra se da naziv Heretija potječe od imena grada Hereti (kasnije poznat kao Khoranta), kojeg je osnovao patrijarh Heroes, sin Targamov, na rijeci Alazani.
Kao nagradu za doprinos u borbi protiv arapskih okupatora, u kartlijski vladar (erismtavari) Arčil predao je Heretiju plemićkoj obitelji u Bagrationi u razdoblju 740. – 750. godine. Nakon smrti posljednjih kartlijskih vladara, heretski gospodari proširili su svoja feudalna imanja i, u 787, osnovali nezavisnu kneževinu (Samtavro) sa sjedištem u Šakiju (današnji Azerbajdžanski grad). Kneževina stječe značajnu snagu i prestiž 893. godine kada je okrunjen princ Hamam za kralja. Uzbunjen povećanjem snage heretijskog kraljevstva, Kviriko I., vladar susjedne kneževine Kahetije sklopio je savez s Konstantinom III. od Abhazije i 915. godine poveo kampanju protiv kralja Adarnaza II. (897.943.) 
Saveznici su okupirali i podijelili zemlju, ali je ubrzo Adarnaz uskoro uspio vratiti izgubljena područja. Njegov sin, i nasljednik, Iškanik (943. – 951.) vladao je zajedno sa svojom majkom Dinar, sestrom Gurgena IV., princa Klardžetija (918. – 941.) Za vrijeme njegove vladavine, Heretija je bila prisiljena priznati prevlast jačeg susjeda, Kneževine Deilam, kojom su vladali Salaridi (Iranski Azerbajdžan). 950. godine Iškanik je iskoristio unutarnje borbe Salarida i obnovio je nezavisnost. Također, za njegove vladavine, napušteno je monofizitstvo i stanovništvo je prešlo na pravoslavlje. 
Sljedeći vladar, Ioane Senekerim (951. – 959.), pridodao je kraljevstvu dijelove bivše Albanije i istočnog gruzijskog planinskog područja Canaria. Nakon njegove smrti, čini se da su lokalne dinastije prestale postojati, i kraljevstvo je palo pod vladavini Kvirka II, korepiskopa Kahetije (929. – 976.) Pravo na zemlju polagali su zatim njegovi nasljednici, kralj David (976.1010.) i gruzijski kralj Bagtat III., koji su željeli okupiti sve gruzijske zemlje pod jednu krunu. Sljedeći kahetski vladar Kviriko III. Veliki (1010. – 1037.) apsorbira Heretiju u Kraljevinu Kahetiju-Heretiju 1020.-ih. 
Kada je gruzijski kralj David Graditelj doveo kraljevstvo pod svoju kontrolu 1104. godine, Heretija je postala saeristavo (vojvodstvo) unutar gruzijske kraljevine. Gruzijsku vladavinu Heretijom prekinuli su Atabegovi Azerbajdžana, Horezmijsko Carstvo i Ilhanidsko Carstvo. Nakon konačnog raspada jedinstvene gruzijske države 1466. godine, Heretija je došla pod vlast kahetske krune. Nakon toga, naziv same pokrajine nestao je iz povijesnih zapisa i javne upotrebe, zbog uzastopnih vladavina drugih carstava i država.

## Vladari
- Sahil Ibn Sumbat (815. – 840.)
- Adarnaz I. (840. – 865.)
- Hamam (865. – 893.)
- Adarnaz II. (897. – 943.)
- Iškanik (943. – 951.)
- Ioane Senekerim (951. – 959.)

## Vanjske poveznice
- ჰერეთის სამეფო (gruz.)[neaktivna poveznica]
- ყველაფერი ჰერეთის შესახებ (gruz.)  Arhivirana inačica izvorne stranice od 26. rujna 2015. (Wayback Machine)